# Fondo Edifici di Culto
Il Fondo Edifici di Culto è un ente dello Stato italiano dotato di personalità giuridica. 
È amministrato attraverso la Direzione centrale per l'amministrazione del Fondo Edifici di Culto, organo del Dipartimento per le libertà civili e l'immigrazione del Ministero dell'Interno. A livello provinciale è amministrato dai prefetti.

## Storia
Il predecessore del Fondo Edifici di Culto era il Fondo per il Culto, istituito nel 1866 per la gestione del patrimonio immobiliare ecclesiastico incamerato dallo Stato. Fino al 1932 fu gestito dal Ministero di Grazia, di Giustizia e dei Culti, per poi passare a quello degli Interni. Tale ente amministrò anche, fino al 1986, la Congrua.
Il Fondo Edifici di Culto nasce con la Legge n. 222 del 1985, al cui articolo 55 viene disposto che «il patrimonio degli ex economati dei benefici vacanti e dei fondi di religione di cui all'articolo 18 della legge 27 maggio 1929, n. 848, del "Fondo per il culto", del "Fondo di beneficenza e religione della città di Roma" e delle "Aziende speciali di culto", denominate "Fondo clero Veneto", "Azienda speciale di culto della Toscana", "Patrimonio ecclesiastico di Grosseto", venga riunito dal 1º gennaio 1987 in patrimonio unico con la denominazione di "Fondo edifici di culto"», allora inquadrato presso la Direzione generale degli Affari dei Culti del Ministero dell'interno.

## Amministrazione
Il legale rappresentante è il Ministro dell'Interno.
Il fondo è amministrato da un Consiglio di Amministrazione, composto in tutto da nove membri che durano in carica quattro anni. Il presidente è designato dal Ministro dell'Interno e ne fa parte di diritto il Direttore centrale per l'amministrazione del Fondo Edifici di Culto.

## Attività
La missione del Fondo è la conservazione, la manutenzione e la tutela del proprio patrimonio, affidando i 750 edifici religiosi, tra chiese, abbazie e basiliche gestiti, in uso gratuito all'autorità religiosa a fini di culto, e di assicurare il restauro e il mantenimento degli edifici stessi e delle opere d'arte in essi custodite.
Il Fondo Edifici di Culto possiede oltre 760 chiese, sparse su tutto il territorio nazionale, che sono state confiscate dal Regno d'Italia all'allora Stato della Chiesa verso la fine dell'Ottocento, in seguito alla requisizione statale dei beni mobili e immobili di proprietà degli ordini religiosi e di altri enti ecclesiastici che il neonato Governo Nazionale Italiano decise di sciogliere.
Inoltre il Fondo è proprietario anche di tutte le opere d'arte custodite nelle chiese, dei mobili antichi e dei rari libri della Biblioteca della Direzione generale degli Affari dei Culti (400 volumi editi dall'anno 1552), dei complessi forestali di Tarvisio, di Quarto Santa Chiara, di Monreale e di Giardinello.
Nel 2006 ha finanziato interventi di restauro e di messa in sicurezza del patrimonio per 7.50 milioni di euro.
Nel 2013 un'inchiesta della Direzione Distrettuale Antimafia di Napoli su un finanziamento del Fondo Edifici di Culto, guidato allora dal prefetto Francesco La Motta, di oltre 10 milioni in euro depositato nella banca Hottinger di Lugano, porta il 14 giugno alla custodia cautelare di La Motta, scagionato poi nel 2015.

### Le chiese più importanti gestite dal Fondo Edifici di Culto
- A Roma:
  - Basilica dei Santi Giovanni e Paolo;
  - Basilica di San Lorenzo in Lucina;
  - Basilica di Sant'Andrea della Valle;
  - Basilica di Santa Croce in Gerusalemme;
  - Basilica di Santa Maria in Aracoeli al Campidoglio;
  - Basilica di Santa Maria del Popolo;
  - Basilica di Santa Maria sopra Minerva;
  - Basilica di Santa Prassede;
  - Basilica di Santa Pudenziana al Viminale;
  - Basilica di Santa Sabina all'Aventino;
  - Chiesa del Santissimo Nome di Gesù all’Argentina;
  - Chiesa di Gesù e Maria al Corso;
  - Chiesa di San Marcello al Corso;
  - Chiesa di San Silvestro in Capite;
  - Chiesa di Sant'Andrea al Quirinale;
  - Chiesa di Sant'Eusebio;
  - Chiesa di Sant'Ignazio di Loyola in Campo Marzio;
  - Chiesa di Santa Caterina a Magnanapoli;
  - Oratorio di San Francesco Saverio del Caravita;
- Chiesa di Santa Chiara, a Napoli
- Chiesa di San Domenico Maggiore, a Napoli
- Chiesa di San Gregorio Armeno, a Napoli
- Chiesa del Gesù, a Palermo
- Chiesa della Martorana, a Palermo
- Basilica di Santa Croce, a Firenze
- Basilica di Santa Maria Novella, a Firenze
- Basilica di San Domenico, a Bologna
- Basilica santuario di Maria Santissima Annunziata, a Trapani
- Chiesa e convento di San Domenico, a Trapani